# Montbó
Montbó és un poble de Canet d'Adri a les muntanyes de Rocacorba al nord de Montcal. El 2009 tenia 57 habitants.
La major part dels habitants es concentren a la urbanització denominada «Refugis de la Mota» i en antigues cases pairals que han estat restaurades. La festa major té lloc el primer cap de setmana de setembre.
Aquest poble, de poblament dispers, amb parròquia sufragània de la de Montcal, va ser incorporat el 1846 juntament amb els termes dels pobles d'Adri, Biert i Rocacorba al municipi de Canet d'Adri.
La seva església dedicada a Sant Joan, avui mig abandonada tot i ser una obra protegida com a bé cultural d'interès local, era sufragània de la parròquia de Montcal. És un edifici romànic d'una sola nau, coberta amb volta de canó, i absis semicircular. A ponent té una torre campanar damunt la porta, adovellada.